# Кедровая (Бурятия)
Кедро́вая — посёлок при станции в Кабанском районе Бурятии. Входит в сельское поселение «Танхойское».
Станция Кедровая-Сибирская Восточно-Сибирской железной дороги. Основана в 1905 году.

## География
Посёлок расположен на Транссибирской магистрали в 14 км к юго-западу от центра сельского поселения, посёлка Танхой, на берегу озера Байкал, в междуречье впадающих в него речек Куркавки и Осиновки. К юго-востоку от посёлка проходит федеральная автомагистраль Р258 «Байкал».

## Население
| 2002 | 2010 |
| ---- | ---- |
| 113  | ↘89  |

## Экономика
Железнодорожная станция, личные подсобные хозяйства, рыболовство, туризм.